# Prostoia similis
Prostoia similis is een steenvlieg uit de familie beeksteenvliegen (Nemouridae). De wetenschappelijke naam van de soort is voor het eerst geldig gepubliceerd in 1861 door Hagen.